# Gaetano Scirea
Gaetano Scirea [ɡa.eˈtaːno ʃiˈreːa] (ur. 25 maja 1953 r. w Cernusco sul Naviglio, zm. 3 września 1989 r. w Babsku) – włoski piłkarz, grał na pozycji stopera. Piłkarską przygodę rozpoczął w Atalancie Bergamo. Jeden z najlepszych obrońców Serie A. W 1975 został członkiem Juventusu.

## Życiorys

### Kariera piłkarska

#### Atalanta
W Serie A zadebiutował 24 września 1972 roku. Mimo słabych początków w drużynie, Scirea jeszcze przez rok pozostał w Bergamo i do Serie A powrócił już jako zawodnik Juventusu.

#### Juventus
W 1974 roku związał się z Juventusem Turyn na czternaście lat. Był silnym punktem ekipy, która swego czasu nie miała sobie równych. Z Juve zdobył wiele trofeów, aż siedem razy był mistrzem Włoch.

#### Kariera reprezentacyjna
Brał udział w trzech finałach mistrzostw świata. Na pierwsze w Argentynie – niecałe trzy lata po reprezentacyjnym debiucie (30.12.1975 Włochy – Grecja 3:2). Podopieczni Enzo Bearzota na pewno nie zawiedli, dotarli do strefy medalowej i w meczu o trzecie miejsce ulegli 1:2 Brazylii. Scirea wystąpił we wszystkich siedmiu meczach. Zanim nadszedł pamiętny dla Włochów turniej w Hiszpanii, dwa lata wcześniej odbyły się mistrzostwa Europy, które organizowali. Ostatnim dla nich sprawdzianem przed Euro'80 był towarzyski mecz z Polską. Na Stadio Comunale w Turynie padł remis 2:2, a Scirea w 24 minucie strzelił pierwszego gola dla drużyny narodowej. Natomiast sam turniej Azzurri znów zakończyli tuż za podium. Na początek Espana'82 Włosi zmierzyli się z biało-czerwonymi. Dla Scirei było to o tyle ważny, że 50 występ w narodowej koszulce. Na Estadio Balaidos w Vigo gole nie padły, jedni z faworytów turnieju nie potrafili również wygrać z Peru oraz Kamerunem i w słabym stylu awansowali do najlepszej dwunastki. I dopiero od tego momentu rozpoczął się ich wielki popis. Pokonali Argentynę z Diego Maradoną i Mario Kempesem w składzie, a następnie okazali się nieznacznie lepsi od szalenie widowiskowo grającej Brazylii. Na fali entuzjazmu drużyna Bearzota, której kapitanem był ponad czterdziestoletni Dino Zoff, nadspodziewanie łatwo pokonała Polskę i w finale nie dała szans RFN. Scirea zaliczył kolejnych siedem świetnych spotkań i został wybrany do najlepszej jedenastki mistrzostw. Cztery lata później obrońcy tytułu zawiedli na całej linii. Nie bez kłopotów wyszli z grupy, gdzie za rywali mieli Bułgarię, Argentynę i Koreę Południową, ale już w 1/8 finału nie sprostali Francji. Cztery ostatnie mecze w reprezentacji Włoch Scirea zaliczył jako kapitan.

### Wypadek i śmierć
3 września 1989 roku na trasie Łódź-Warszawa doszło do wypadku, w którym zginęli tłumaczka Barbara Jarnuszkiewicz, kierowca Henryk Pająk, oraz Scirea, wówczas drugi trener Juventusu (Włoch przybył do Polski na kilka dni, aby obejrzeć w akcji drużynę Górnika Zabrze). Zderzenie było silne, w momencie wypadku wybuchły cztery kanistry z benzyną. Uratował się tylko Andrzej Zdebski, ówczesny działacz Górnika Zabrze, który wypadł przez szybę z powodu niezapiętych pasów. Pozostali spłonęli żywcem. Po ugaszeniu pożaru milicja potrzebowała kilkunastu godzin, aby zidentyfikować ofiary wypadku.

### Pogrzeb
Został pochowany w grobowcu rodziny żony, około stu pięćdziesięciu kilometrów od Turynu, w niewielkim położonym na wzgórzu miasteczku Morsasco.

## Styl gry
„Jego styl gry każdemu musiał przypaść do gustu. Chętnie włączał się w akcje ofensywne, nie zapominając przy tym o podstawowych obowiązkach. Z gry obronnej uczynił sztukę. Poruszał się po boisku z niezwykłą elegancją, interweniował skutecznie oraz zgodnie z przepisami. Stał się synonimem gry fair. Ani razu w całej karierze, na którą złożyło się ponad 650 oficjalnych meczów, nie otrzymał czerwonej kartki, zawsze szanował rywali oraz sędziów i sam był niezwykle szanowany.”
źródło: Piłka Nożna Plus

## Upamiętnienie
Pamięć piłkarza została uczczona poprzez nazwanie jego imieniem centrum prasowego mistrzostw świata w 1990 roku. Także trybuna, na której zasiadali na Stadio delle Alpi najwierniejsi i najgłośniej dopingujący kibice Juve, nosiła nazwę Gaetana Scirei – podobnie jak ulica, przy której znajduje się obecnie stadion Juventusu.

## Kluby
- Atalanta BC (1972–1975)
- Juventus F.C. (1975–1988).

## Sukcesy

### Z reprezentacją Włoch
- Mistrz Świata (1982).

### Z Juventusem
- Puchar Interkontynentalny (1985)
- Puchar Europy (1984–85)
- Puchar Zdobywców Pucharów (1983–84)
- Puchar UEFA (1976–77)
- Superpuchar Europy (1984)
- Mistrz Włoch (1974–75, 1976–77, 1977–78, 1980–81, 1981–82, 1983–84, 1985–86)
- Puchar Włoch (1978–79, 1982–83)